# Jean Mathieu Philibert Sérurier
Jean Mathieu Philibert Sérurier, född 8 december 1742 i Laon, död 21 december 1819 i Paris, var en fransk militär, utnämnd till greve 1808 och marskalk av Frankrike 1804.
Sérurier kom från en medelklassfamilj i Laon. Efter att ha varit löjtnant i milisen i Laon gick han in vid kungliga armén och deltog i fälttågen i Hannover 1759, Portugal 1762 och Korsika 1771. Vid franska revolutionens utbrott hade han uppnått majors grad, och under dess lopp blev han överste, brigadgeneral och slutligen divisionsgeneral. Han tjänstgjorde under François Christophe Kellermann och Barthélemy Schérer i Alp-armén 1795, och under Napoleon Bonaparte i Italien vid Vico, Mondovi, Castiglione och Mantova. Förutom sin militära begåvning visade han stora administrativa talanger då han styrde Venedig 1797 och Lucca 1798.
Han bistod Bonaparte i brumairekuppen och hade en lysande karriär under konsulatet och kejsardömet, då han utnämndes till senator, greve, marskalk och guvernör för Hôtel des Invalides. 1814 röstade han emellertid för avsättandet av Napoleon, och under bourbonska restaurationen blev han pär av Frankrike. Han avskedades från sina befattningar efter att ha anslutit sig till Napoleon under de hundra dagarna.
En staty har rests till hans minne i Laon.